# 小山町立明倫小学校
小山町立明倫小学校（おやまちょうりつ めいりんしょうがっこう）は、静岡県駿東郡小山町菅沼にある公立小学校。

## 沿革
- 1874年（明治7年）3月10日 - 「第34・35連区 菅沼村崇広館」創立、菅沼・竹之下・桑木を学区とする[1]。
- 1881年（明治14年）4月1日 - 「菅沼小学校」に改称[1]。
- 1887年（明治20年）5月27日 - 「東郷尋常小学校」に改称[1]。
- 1890年（明治23年）9月27日 - 「組合立菅沼足柄尋常小学校」に改称[1]。
- 1910年（明治43年）
  - 4月 - 菅沼村立菅沼尋常高等小学校[1]。
  - 11月23日 - 開校式典挙行（開校記念日）[1]。
- 1912年（大正元年）8月1日 - 町制施行に伴い、「小山町立菅沼尋常高等小学校」に改称[1]。
- 1941年（昭和16年）4月1日 - 「小山町立明倫国民学校」に改称[1]。
- 1947年（昭和22年）4月1日 - 「小山町立明倫小学校」に改称[1]。
- 1950年（昭和25年）4月1日 - 開校40周年記念式典、プール建設[1]。
- 1960年（昭和35年）11月23日 - 開校50周年記念式典及記念事業[1]。
- 2010年（平成22年）11月7日 - 開校100周年記念式典[1]。